# Sulików (Siewierz)
Sulików – część miasta Siewierz, w Polsce, położona w województwie śląskim, w powiecie będzińskim, nad sztucznym stawem hodowlanym w pobliżu Czarnej Przemszy.
Dawna wieś Sulików ciągnie się wzdłuż południowego brzegu stawu, wzdłuż ulicy Młyńskiej oraz jej bocznic (Kamienna, Wiklinowa, Willowa) i przecznic (Wygodna). U wylotu do ulicy Zagłębiowskiej znajdował się niegdyś folwark Sulików. Kontynuacją ulicy Młyńskiej poza ulicą Zagłębiowską jest krótsza ulica Rzeczna.

## Historia
Sulików powstał prawdopodobnie na początku XIX wieku. Do połowy XIX wieku wchodził w skład gminy Olkusko-Siewierskiej. W 1864 roku w wyniku podziału terytorialnego gminy Olkusko-Siewierskiej utworzono gminę Sulików, której Sulików był siedzibą do 1915 roku. W latach 1915–1927 należał do gminy Mierzęcice, a od 1 kwietnia 1928 do gminy Siewierz. W latach 1867–1926 wchodził w skład powiatu będzińskiego, a od 1927 zawierciańskiego. W II RP przynależała do woj. kieleckiego. 4 listopada 1933 gminę Siewierz podzielono na sześć gromad. Wieś Sulików, folwark Sulików i wieś Kuźnica Świętojańska utworzyły gromadę o nazwie Kuźnica Świętojańska w gminie Siewierz.
Podczas II wojny światowej włączone do III Rzeszy. Po wojnie gmina Siewierz przez bardzo krótki czas zachowała przynależność administracyjną, lecz już 18 sierpnia 1945 roku została wraz z całym powiatem zawierciańskim przyłączone do woj. śląskiego.
W związku z reformą znoszącą gminy jesienią 1954 roku, Sulików wszedł w skład nowej gromady Sulików.
31 grudnia 1961 Sulików wyłączono z gromady Sulików, włączając go do osiedla Siewierz, w związku z czym Sulików utracił swoją samodzielność. 18 lipca 1962 Siewierz otrzymał status miasta, przez co Sulików stał się obszarem miejskim.